# Стефано Салватори
Стефано Салватори (на италиански: Stefano Salvatori; 29 декември 1967 – 31 октомври 2017) италиански футболист, играл като защитник.
Футболист на „Парма“, „Фиорентина“, „Милан“, „СПАЛ“, „Аталанта“, „Хартс“ „Албинолефе“... Превръща се в любимец на шотландските фенове по време на престоя си между 1996 и 1999 година и записа 83 срещи за Хартс.
Носител на Суперкупата на Европа и Купата на европейските шампиони с „Милан“.
Умира на 31 октомври 2017 само на 49 години след неуспешна борба с рака.

## Успехи
„Милан“
- Серия А
  -  Сребърен медал (1): 1989 – 90
- Купа на Италия
  -  Финалист (1): 1989 – 90
- Суперкупа на Европа:
  - Носител (1): 1989
- КЕШ:
  - Носител (1): 1989 – 90

 „Хартс (Единбург)“
- Купа на Шотландия
  - Носител (1): 1998